# China-Institut der Universität Frankfurt
Das China-Institut in Frankfurt am Main ist eine Einrichtung der dortigen Johann Wolfgang Goethe-Universität. Das 1925 gegründete Institut gehört heute zum Institut für Orientalische und Ostasiatische Philologien.

## Geschichte
Die Gründung des China-Instituts und der Sinologie geht auf den bedeutenden Sinologen und Übersetzer chinesischer Klassiker Richard Wilhelm (1873–1930) zurück. 1924 wurden Richard Wilhelm von der Universität Frankfurt eine Honorarprofessur und ein Lehrauftrag für Chinakunde und Chinaforschung verliehen, nachdem Wilhelm schon 1922 mit einem Ehrendoktor der Universität Frankfurt ausgezeichnet worden war. 1925 gründete Wilhelm das China-Institut. Ziel war die Vermittlung der chinesischen Kultur und die Verständigung zwischen China und Deutschland. Unter anderem wurde am China-Institut von 1925 bis 1942 die Fachzeitschrift Sinica herausgegeben, die ersten beiden Jahre unter dem Titel Chinesische Blätter für Wissenschaft und Kunst.
Das Institut war ab 1936 in der Villa Grunelius am Frankfurter Untermainkai untergebracht. Die Villa wurde im März 1944 mitsamt den Bibliotheken des Instituts durch Luftangriffe zerstört. Teile der Kunstsammlung waren ausgelagert und entgingen der Zerstörung. Diese Sammlungsteile wurden in den Bestand des Frankfurter Museums für Völkerkunde bzw. des Fachbereichs Sinologie der Universität überführt. Nach dem Tod von Erwin Rousselle 1949 ruhte das Institut bis zur Neueinrichtung eines Sinologie-Lehrstuhls 1973. Auf Initiative von Tsung-Tung Chang wurde es dann als eingetragener Verein wiederbelebt.

## Leiter
- 1925–1930: Richard Wilhelm, Gründer und Institutsleiter bis zu seinem Tode
- 1931–1942: Erwin Rousselle
- 1942–1944: Carl Philipp Hentze[3]
- 1945–1949: Erwin Rousselle, kommissarischer Institutsleiter bis zu seinem Tode
- 1949–1962: Adolf Jensen, kommissarischer Leiter (Jensen war Direktor des Völkerkundemuseums und Professor für Kultur- und Völkerkunde an der Universität Frankfurt)[4]
- 1962–1972: Otto Karow, kommissarischer Leiter (Karow war ordentlicher Professor auf dem Lehrstuhl für Ostasiatische Philologien und Kulturwissenschaften an der Universität Frankfurt, er erweiterte den Fachbereich auf drei Professuren: Japanologie, Sinologie und Südostasienwissenschaften)[5]
- 1973–2000: Tsung-Tung Chang
- 2005–2007: Georg Ebertshäuser
- Seit 2007: Iwo Amelung